# تشارلز بيرلنغيم
تشارلز بيرلنغيم (بالإنجليزية: Charles Burlingame)‏ هو مهندس فضاء جوي وضابط وطيار أمريكي، ولد في 12 سبتمبر 1949 في سانت بول في الولايات المتحدة، وتوفي في 11 سبتمبر 2001 في مقاطعة أرلنغتون في الولايات المتحدة.